# Gouvernement Lucien Bouchard
Monarchie 
 constitutionnelle à 
 régime parlementaire
Gouvernement 
 Jacques Parizeau Gouvernement 
 Bernard Landry
Le gouvernement Lucien Bouchard est le nom du 31e conseil exécutif du gouvernement québécois. Devenu premier ministre du Québec à la suite de la démission de son prédécesseur Jacques Parizeau, Lucien Bouchard occupe le poste du 29 janvier 1996 au 8 mars 2001.

## Caractéristiques
Dès l'arrivée de Lucien Bouchard à la tête du gouvernement péquiste, la priorité principale devient le dégraissage de la fonction publique afin de parvenir au déficit zéro avant la fin du siècle. Les restrictions budgétaires font mal, surtout dans le domaine de la santé. Les négociations avec les syndicats du secteur public sont dures, bien qu'elles n'atteignent pas la férocité de l'époque de René Lévesque ou de celle du premier mandat de Robert Bourassa. Les frictions les plus fortes ont lieu lors de la grève des infirmières à l'été 1999.
Les restrictions budgétaires n'empêchent pas le gouvernement Bouchard de légiférer en matières sociales. En 1996, il fait adopter la loi sur l'assurance-médicaments. En 1997, des négociations serrées avec Ottawa arrivent à terme avec un amendement à la Constitution permettant la création de commissions scolaires linguistiques. La loi la plus contestée et la plus critiquée reste cependant celle sur les fusions  des municipalités. À la fin de 2000, la cote de popularité du gouvernement est d'ailleurs fortement à la baisse, à la suite de son adoption.
La souveraineté devient, avec le gouvernement Bouchard, un objectif plus lointain car il promet de ne tenir un référendum que lorsqu'il détiendra des conditions gagnantes entre les mains. Cela n'empêche pas les tensions explosives dans ses rapports avec Ottawa. Elles deviennent carrément mauvaises lorsque le ministre fédéral Stéphane Dion fait adopter sa loi dite sur la clarté référendaire. Le gouvernement Bouchard veut alors faire adopter unanimement son projet de loi 99 énonçant le droit du peuple québécois à disposer librement de son avenir, mais le Parti libéral, méfiant, ne le suit pas dans sa stratégie. La loi est adoptée avec un vote divisé, ce qui lui donne moins de force.

## Chronologie
- 29 janvier 1996 : assermentation du cabinet Bouchard devant le lieutenant-gouverneur Martial Asselin.
- mars 1996 :  le gouvernement, les syndicats et le patronat s'entendent, lors d'une conférence socio-économique, pour parvenir au déficit zéro dans trois ans. Les milieux étudiants et les représentants des pauvres sont déçus de n'avoir pas été écoutés.
- 16 avril 1996 : dépôt de la loi créant un nouveau régime public d'assurance médicaments devant entrer en vigueur le 1er janvier 1997.
- juillet 1996 : déluge du Saguenay.
- 9 août 1996 : Jean-Louis Roux est nommé lieutenant-gouverneur du Québec.
- novembre 1996 : la seconde conférence socio-économique de l'année met l'accent sur la lutte contre la pauvreté. Bouchard refuse la notion d'appauvrissement zéro mais annonce la création d'un fonds de solidarité de 250 millions de dollars pour les assistés sociaux (qui est instauré le 26 novembre 1996).
- 5 novembre 1996 : Jean-Louis Roux démissionne à la suite d'une controverse. Il aurait porté un insigne nazi lors d'une manifestation raciste dans les années 1940.
- 12 décembre 1996 : le gouvernement propose une bonification du surplus des pensions de vieillesse pour abolir 1 500 postes dans la fonction publique avant le 1er juillet 1997. La plupart des syndicats finissent par l'accepter.
- 1996 : Création de la Régie de l'énergie du Québec.
- 1996 : Création de Placements Québec, aujourd'hui connu sous le nom d'Épargne Placements Québec.
- janvier 1997 : Pauline Marois annonce la création des CPE (« garderies à 5 piastres ») et la maternelle à temps plein (plutôt qu'à demi-journées).
- 16 janvier 1997 : le rapport Nicolet sur les inondations du Saguenay déplore la désuétude et la mauvaise gérance des barrages.
- 21 janvier 1997 : Québec demande un amendement constitutionnel afin de créer des commissions scolaires linguistiques.
- 15 septembre 1997 : dans la déclaration de Calgary, les 9 premiers ministres des provinces anglophones reconnaissent le « caractère unique » du Québec et l'égalité de toutes les provinces.
- 21 novembre 1997 : la loi sur l'équité salariale entre en vigueur, après avoir été adoptée le 21 novembre 1996. Elle contient un objectif de comptabilisation d'ajustements salariaux avant le 21 novembre 2001 et un objectif de versement de ces ajustements à atteindre avant le 21 novembre 2005.
- 19 décembre 1997 : la constitution est amendée, permettant de créer des commissions scolaires linguistiques.
- Janvier 1998 : Grand Verglas dans la région de Montréal. Son coût pour le gouvernement approche les 2 milliards de dollars.
- 30 avril 1998 : Jean Charest succède à Daniel Johnson (fils) à la tête du Parti libéral du Québec.
- 20 août 1998 : la Cour Suprême statue que le Québec ne peut pas déclarer unilatéralement son indépendance. Par contre, il spécifie que le projet est légitime et qu'il doit y avoir négociations, advenant la victoire du Oui à un référendum.
- 30 novembre 1998 : le Parti québécois de Lucien Bouchard remporte l'élection générale avec 75 députés contre 48 au Parti libéral et 1 à l'Action démocratique du Québec. Par contre, le PQ n'obtient que 42,9 % des voix contre 43,6 % pour le PLQ.
- 9 mars 1999 : le 3e budget Landry annonce un excédent financier pour la première fois depuis 40 ans.
- Été 1999 : grève générale et illégale des 47 000 infirmières du Québec, insatisfaites des offres gouvernementales. Québec ne cédant pas, elles doivent finalement retourner au travail.
- 10 décembre 1999 : à Ottawa, le ministre Stéphane Dion dépose un projet de loi devant encadrer un éventuel référendum sur la souveraineté. La question ne devra porter que sur la sécession du Québec et non pas sur une association économique. De plus, Ottawa ne négociera pas, advenant un 50 % + 1. La Loi sur la clarté référendaire est sanctionnée le 29 juin 2000.
- 18 décembre 1999 : le gouvernement s'entend avec les syndicats de la fonction publique pour une augmentation de 4 % en 4 ans.
- 3 mars 2000 : Louise Harel rend public son projet de réforme municipale sur la réorganisation des municipalités faisant partie des communautés urbaines de Québec, Montréal, Longueuil et Hull.
- 11 mai 2000 : dépôt de la loi sur les fusions municipales
- 12 octobre 2000 : annonce de la hausse de 0,10 $ du salaire minimum au 1er février 2001 (la première depuis octobre 1998). Elle est jugée tout à fait insuffisante par la Fédération des femmes du Québec[1].
- 7 décembre 2000 : l'Assemblée nationale adopte la loi 99, qui rappelle le droit fondamental du peuple québécois de disposer de son avenir, la règle démocratique du 50 % + 1 et l'indivisibilité du territoire québécois. Elle vise à contrer la loi sur la clarté référendaire. Les députés libéraux votent contre, ce qui rend son impact moins fort.
- 14 décembre 2000 : l'Assemblée nationale adopte une motion de blâme contre Yves Michaud, celui-ci ayant déclaré que le peuple juif n'avait pas été le seul peuple sur Terre à avoir souffert. Bouchard a été outré de ces propos qu'il identifie comme du racisme[réf. nécessaire].
- 14 janvier 2001 : Lucien Bouchard annonce sa prochaine démission. La controverse entourant les propos d'Yves Michaud ont fait pencher la décision, mais il invoque d'autres raisons comme celle de retrouver une vie familiale.
- 2 mars 2001 : Bernard Landry devient officiellement le cinquième chef du Parti québécois.

## Composition

### Premier mandat (janvier 1996 – novembre 1998)

#### Composition initiale (29 janvier 1996)
| Fonctions, | Titulaire                |
| --- | ------------------------ |
| Premier ministre | Lucien Bouchard          |
| Vice-premier ministre Ministre d'État de l'Économie et des Finances Ministre des Finances Ministre du Revenu Ministre de l'Industrie, du Commerce, de la Science et de la Technologie Ministre responsable de la Déréglementation           | Bernard Landry           |
| Président du Conseil du Trésor Ministre délégué à l'Administration et à la Fonction publique Ministre responsable de la Réforme administrative                                                                                              | Jacques Léonard          |
| Ministre des Affaires municipales | Rémy Trudel              |
| Ministre de l'Agriculture, des Pêcheries et de l'Alimentation | Guy Julien               |
| Ministre de la Culture et des Communications Ministre responsable de l'Autoroute de l'information Ministre responsable de la Charte de la langue française                                                                                  | Louise Beaudoin          |
| Ministre de l'Éducation | Pauline Marois           |
| Ministre de l'Environnement et de la Faune | David Cliche             |
| Ministre de la Justice Ministre responsable de l'application des lois professionnelles | Paul Bégin               |
| Ministre des Relations internationales Ministre responsable de la Francophonie | Sylvain Simard           |
| Ministre de la Santé et des Services sociaux Ministre responsable de la Condition des aînés | Jean Rochon              |
| Ministre de la Sécurité publique | Robert Perreault         |
| Ministre des Transports Ministre responsable des Affaires intergouvernementales canadiennes | Jacques Brassard         |
| Ministre du Travail | Matthias Rioux           |
| Ministres d'État |                          |
| Ministre d'État des Ressources naturelles Ministre des Ressources naturelles Ministre responsable des Affaires autochtones Ministre responsable du Développement des régions Ministre responsable de la Réforme électorale et parlementaire | Guy Chevrette            |
| Ministre d'État à la Métropole | Serge Ménard             |
| Ministre d'État de l'Emploi et de la Solidarité Ministre de la Sécurité du revenu Ministre responsable de la Condition féminine Ministre responsable de la Jeunesse, de la Famille et de l'Action communautaire autonome                    | Louise Harel             |
| Ministres délégués |                          |
| Ministre délégué à la Réforme électorale | Pierre Bélanger          |
| Ministre déléguée à l'Industrie et au Commerce | Rita Dionne-Marsolais    |
| Ministre déléguée aux Mines, aux Terres et aux Forêts | Denise Carrier-Perreault |
| Ministre délégué aux Relations avec les citoyens Ministre responsable de l'Immigration et des Communautés culturelles | André Boisclair          |
| Ministre délégué au Revenu | Roger Bertrand           |
| Fonctions parlementaires |                          |
| Leader parlementaire | Pierre Bélanger          |
| Leader adjoint | Jacques Brassard         |
| Whip en chef du gouvernement | Jean-Pierre Jolivet      |

#### Remaniement enaoût 1997
- Jean-Pierre Jolivet : ministre délégué à la Réforme électorale et parlementaire.
- Serge Ménard : ministre de la Justice.
- Robert Perreault : ministre d'État à la Métropole.
- Paul Bégin : ministre de l'Environnement et de la Faune.
- David Cliche : ministre du Tourisme.
- Pierre Bélanger : ministre de la Sécurité publique.
- Roger Bertrand : ministre délégué à l'Industrie et au Commerce.
- Rita Dionne-Marsolais : ministre délégué au Revenu.

#### Remaniement enseptembre 1998
- Joseph Facal : ministre des Affaires intergouvernementales.
- Roger Bertrand : ministre responsable de l'Administration.
- Jacques Brassard : ministre des Transports, ministre responsable de la Réforme parlementaire.
- Jean-Pierre Jolivet : ministre délégué au Développement régional.
- Matthias Rioux : ministre du Travail, ministre responsable des Aînés.
- François Legault : ministre de l'Industrie et du Commerce, ministre des Sciences et de la Technologie.
- Nicole Léger : ministre déléguée à la Famille et l'Enfance.

### Deuxième mandat (décembre 1998 – mars 2001)

#### Composition endécembre 1998
| Fonctions | Titulaire             |
| --- | --------------------- |
| Premier ministre | Lucien Bouchard       |
| Vice-premier ministre Ministre d'État à l'Économie et aux Finances Ministre des Finances Ministre de l'Industrie et du Commerce                               | Bernard Landry        |
| Président du Conseil du Trésor Ministre d'État à l'Administration et à la Fonction publique Ministre délégué à l'Administration et à la Fonction publique     | Jacques Léonard       |
| Ministre de l'Agriculture, des Pêcheries et de l'Alimentation                                                                                                 | Rémy Trudel           |
| Ministre de la Culture et des Communications | Agnès Maltais         |
| Ministre de l'Environnement | Paul Bégin            |
| Ministre de la Justice Ministre responsable de la Condition féminine                                                                                          | Linda Goupil          |
| Ministre des Relations internationales Ministre responsable de la Francophonie Ministre responsable de la Charte de la langue française                       | Louise Beaudoin       |
| Ministre des Ressources naturelles Ministre responsable de la Réforme parlementaire                                                                           | Jacques Brassard      |
| Ministre des Régions | Jean-Pierre Jolivet   |
| Ministre des Relations avec les citoyens et de l'Immigration                                                                                                  | Robert Perreault      |
| Ministre du Revenu | Rita Dionne-Marsolais |
| Ministre de la Sécurité publique | Serge Ménard          |
| Ministre de la Solidarité sociale | André Boisclair       |
| Ministre des Transports Ministre délégué aux Affaires autochtones Ministre responsable de la Faune et des Parcs Ministre responsable de la Réforme électorale | Guy Chevrette         |
| Ministre responsable de la Recherche, de la Science et de la Technologie                                                                                      | Jean Rochon           |
| Ministres d'État |                       |
| Ministre d'État aux Affaires municipales et à la Métropole Ministre des Affaires municipales et de la Métropole Ministre responsable des Aînés                | Louise Harel          |
| Ministre d'État à l'Éducation et à la Jeunesse Ministre de l'Éducation                                                                                        | François Legault      |
| Ministre d'État au Travail et l'Emploi Ministre du Travail Ministre responsable de l'Emploi                                                                   | Diane Lemieux         |
| Ministre d'État à la Santé et aux Services sociaux Ministre de la Santé et des Services sociaux Ministre de la Famille et de l'Enfance                        | Pauline Marois        |
| Ministres délégués |                       |
| Ministre délégué aux Affaires intergouvernementales canadiennes                                                                                               | Joseph Facal          |
| Ministre délégué à l'Autoroute de l'information et aux Services gouvernementaux                                                                               | David Cliche          |
| Ministre déléguée à la Famille et à l'Enfance | Nicole Léger          |
| Ministre délégué à l'Industrie et au Commerce | Guy Julien            |
| Ministre délégué à la Santé, aux Services sociaux et à la Protection de la jeunesse                                                                           | Gilles Baril          |
| Ministre délégué au Tourisme | Maxime Arseneau       |
| Ministre délégué aux Transports | Jacques Baril         |
| Fonctions parlementaires |                       |
| Leader parlementaire | Jacques Brassard      |
| Leader adjoint |                       |
| Whip en chef du gouvernement |                       |

#### Remaniement enmai 1999
- Bernard Landry : ministre des Finances, ministre de l'Industrie et du Commerce, ministre du Revenu.

#### Ajustement (8 juin 1999)
- Jean Rochon : ministre de la Recherche, de la Science et de la Technologie.

#### Remaniement ennovembre 1999
- Paul Bégin : ministre de l'Environnement, ministre du Revenu.